# Egholm Festival
Egholm Festival var en mindre musikfestival med relativt ukendte up-and-coming pop-, rock- og hip hop-kunstnere, som fandt sted den 3.-4. august 2012 på øen Egholm i Limfjorden tæt ved Aalborg. Den afholdes normalt den 1. weekend i august.
Festivalen havde to sceneområder, Loungen og Lunden.
Festivalen modtog i 2012 støtte fra Musisk Sammenslutning Aalborg (MUSAM) samt Aalborg Events.

## Spillelisten 2012
| Fredag d. 3. august | Lørdag d. 4. august |
| --- | --- |
| - Fred Voltage (Aarhus) - Silo3000 (Aalborg) - Rune & the Brakemen (Aalborg) - Martin fra Nørresundby (Aalborg) - Stonebird (Hjørring) - m4 (Aalborg) - Bagdad Beat (Jylland) - Kristina Anna (Aalborg) - Rufus Spencer (København) - Lasse Vestergaard (Aalborg) - Echo Lips (Aalborg) - Nick Mogensen (Aalborg) - Barking (Aalborg) - Jonas Schou (Aalborg) | - Örkenstorm (Aalborg) - Sjakket (Aarhus) - Christoffer Mariegaard (Aalborg) - Lotus Krokus (Aalborg) - Liam Andrew (Aalborg) - El Peligro (Aalborg) - China Syndrome (Aalborg) - Ulrikke (Aalborg) - Touching Grace (Aalborg) - Dusty Awe (Aalborg) - The Rosie Way (Aalborg) - Runge (Aalborg) - Extra Store Grønlandske Rejer (Aalborg) - Tone (Aalborg) |

## Eksterne links
- Festivalens hjemmeside Arkiveret 28. august 2013 hos  Wayback Machine
- Avisartikel i Nordjyske Arkiveret 13. august 2015 hos  Wayback Machine
- Artikel i Gaffa Arkiveret 25. juni 2013 hos  Wayback Machine
- Galleri fra Gaffa Arkiveret 7. maj 2022 hos  Wayback Machine
- Anmeldelse: Kulturformideleren Arkiveret 13. august 2015 hos  Wayback Machine
- Interview med Ulrikke Arkiveret 5. december 2012 hos  Wayback Machine
- Artikel om Egholm og Restaurant Kronborg, Jyllands-Posten Arkiveret 4. marts 2016 hos  Wayback Machine

|  | Denne artikel kan blive bedre, hvis der indsættes geografiske koordinater Denne artikel omhandler et emne, som har en geografisk lokation. Du kan hjælpe ved at indsætte koordinater i wikidata. |